# Tabula Rasa (Bloodbound)
Tabula Rasa è il terzo album in studio del gruppo musicale svedese Bloodbound, pubblicato il 25 marzo 2009 dalla Blistering Records.

## Tracce
1. Sweet Dreams of Madness – 4:34
2. Dominion 5 – 5:06
3. Take One – 4:04
4. Tabula Rasa – 3:42
5. Night Touches You – 4:18
6. Tabula Rasa Pt. II (Nothing at All) – 3:32
7. Plague Doctor – 3:45
8. Master of my Dreams – 3:33
9. Twisted Kind of Fate – 3:45
10. All Rights Reserved – 4:31

Durata totale: 40:50

## Formazione
- Urban Breed – voce
- Tomas Olsson – chitarra ritmica, chitarra solista
- Henrik Olsson – chitarra ritmica
- Fredrik Bergh – tastiera
- Johan Sohlberg – basso
- Pelle Åkerlind – batteria